# آ مارینیا مرکزی
آ مارینیا مرکزی (به اسپانیایی: La Mariña Central) در اسپانیا با جمعیت ۳۰٬۳۵۹ نفر است که در گالیسیا واقع شده‌است.